# Aiden O'Neill
Aiden Connor O'Neill (Brisbane, Queensland, 4 de julio de 1998) es un futbolista australiano. Juega de centrocampista y su equipo es el New York City F. C. de la Major League Soccer.

## Trayectoria
O'Neill jugó a nivel juvenil en el Brisbane Athletic entre 2008 y 2012. Se mudó a Inglaterra a la edad de catorce años y se unió a las inferiores de Burnley.
El 12 de enero de 2016, O'Neill firmó su primer contrato profesional con el Burnley, que entonces competía en la EFL Championship. Debutó el 20 de agosto de 2016 en la victoria por 2-0 ante Liverpool por la Premier League.
En enero de 2017, se unió a la plantilla del Oldham Athletic en la League One, a préstamo hasta el final de la temporada. Jugó 15 partidos con el club.
En agosto de 2017 se fue a préstamo al Fleetwood Town de la League One. Regreso a Burnley en enero de 2018, jugó 27 partidos durante su cesión y anotó un gol a Blackburn Rovers.
En agosto de 2018 O'Neill regresó a Australia para jugar por el Central Coast Mariners de la A-League, a préstamo por toda la temporada.
Fue enviado a préstamo al Brisbane Roar para la temporada 2019-20.
En septiembre de 2020 fichó por tres años en el Melbourne City.

## Selección nacional
O'Neill, quien tiene ancestros irlandeses, a manifestado sus intenciones de jugar por la selección de Australia. Fue llamado a la sub-23 de Australia en marzo de 2017. Ha sido contactado por la Asociación de Fútbol de Irlanda, pero el jugador reitera su preferencia de jugar por Australia.
El 24 de marzo de 2023 hizo su debut con la selección absoluta en un amistoso ante Ecuador.

## Estadísticas
Actualizado al 5 de agosto de 2025.
| Club                                   | Div.          | Temporada     | Liga  | Liga  | Copas nacionales | Copas nacionales | Copas internacionales | Copas internacionales | Total | Total |
| Club                                   | Div.          | Temporada     | Part. | Goles | Part.            | Goles            | Part.                 | Goles                 | Part. | Goles |
| -------------------------------------- | ------------- | ------------- | ----- | ----- | ---------------- | ---------------- | --------------------- | --------------------- | ----- | ----- |
| Burnley F. C. Inglaterra               | 1.ª           | 2016-17       | 3     | 0     | 2                | 0                | ―                     | ―                     | 5     | 0     |
| Oldham Athletic A. F. C. Inglaterra    | 3.ª           | 2016-17       | 15    | 0     | ―                | ―                | ―                     | ―                     | 15    | 0     |
| Oldham Athletic A. F. C. Inglaterra    | Total club    | Total club    | 15    | 0     | 0                | 0                | 0                     | 0                     | 15    | 0     |
| Fleetwood Town F. C. Inglaterra        | 3.ª           | 2017-18       | 21    | 1     | 6                | 0                | ―                     | ―                     | 27    | 1     |
| Fleetwood Town F. C. Inglaterra        | Total club    | Total club    | 21    | 1     | 6                | 0                | 0                     | 0                     | 27    | 1     |
| Burnley F. C. Inglaterra               | 1.ª           | 2017-18       | 0     | 0     | ―                | ―                | ―                     | ―                     | 0     | 0     |
| Burnley F. C. Inglaterra               | Total club    | Total club    | 3     | 0     | 2                | 0                | 0                     | 0                     | 5     | 0     |
| Central Coast Mariners F. C. Australia | 1.ª           | 2018-19       | 23    | 4     | 0                | 0                | ―                     | ―                     | 23    | 4     |
| Central Coast Mariners F. C. Australia | Total club    | Total club    | 23    | 4     | 0                | 0                | 0                     | 0                     | 23    | 4     |
| Brisbane Roar F. C. Australia          | 1.ª           | 2019-20       | 17    | 0     | 1                | 0                | ―                     | ―                     | 18    | 0     |
| Brisbane Roar F. C. Australia          | Total club    | Total club    | 17    | 0     | 1                | 0                | 0                     | 0                     | 18    | 0     |
| Melbourne City F. C. Australia         | 1.ª           | 2020-21       | 14    | 0     | ―                | ―                | ―                     | ―                     | 14    | 0     |
| Melbourne City F. C. Australia         | 1.ª           | 2021-22       | 21    | 0     | 2                | 0                | 0                     | 0                     | 23    | 0     |
| Melbourne City F. C. Australia         | 1.ª           | 2022-23       | 27    | 4     | 0                | 0                | ―                     | ―                     | 27    | 4     |
| Melbourne City F. C. Australia         | Total club    | Total club    | 62    | 4     | 2                | 0                | 0                     | 0                     | 64    | 2     |
| Standard de Lieja · Bélgica            | 1.ª           | 2023-24       | 23    | 1     | 2                | 0                | ―                     | ―                     | 25    | 1     |
| Standard de Lieja · Bélgica            | 1.ª           | 2024-25       | 27    | 0     | 2                | 1                | ―                     | ―                     | 29    | 1     |
| Standard de Lieja · Bélgica            | Total club    | Total club    | 50    | 1     | 4                | 1                | 0                     | 0                     | 54    | 2     |
| New York City F. C. Estados Unidos     | 1.ª           | 2025          | 11    | 0     | 0                | 0                | 3                     | 0                     | 14    | 0     |
| New York City F. C. Estados Unidos     | Total club    | Total club    | 11    | 0     | 0                | 0                | 3                     | 0                     | 14    | 0     |
| Total carrera                          | Total carrera | Total carrera | 202   | 10    | 15               | 1                | 3                     | 0                     | 220   | 11    |
| 1. 2.                                  |               |               |       |       |                  |                  |                       |                       |       |       |

## Palmarés

### Títulos nacionales
| Título   | Club                 | País      | Año  |
| -------- | -------------------- | --------- | ---- |
| A-League | Melbourne City F. C. | Australia | 2021 |